# Siegmund Warburg (Bankier)
Siegmund Warburg (* 4. April 1835 in Hamburg; † 13. Mai 1889 ebenda) war ein deutscher Bankier.

## Leben und Wirken
Siegmund Warburg wuchs als ältester Sohn von Abraham (Aby) S. Warburg (1798–1856) und dessen Gattin Sara (1805–1884) in Hamburg auf. Neben den Schwestern Marianne, Malchen, Rosa und Jenny hatte er einen drei Jahre jüngeren Bruder namens Moritz M. Sein Vater, der am 8. Juli 1856 verstarb, leitete das Bankhaus M.M.Warburg & CO. Sara Warburg übernahm nach dem Tod ihres Ehemanns die Führung des Instituts gemeinsam mit dem „Geschlechtscurator“ August Sanders. Am 23. Juli 1856 ernannte sie ihren Sohn Siegmund zum Generalbevollmächtigten, blieb jedoch bis zu ihrem Austritt 1865 dominierend für die Geschäfte des Unternehmens.
Das Bankhaus der Warburgs überstand die Wirtschaftskrise von 1857, die auch in Hamburg zu zahlreichen Konkursen führte, insbesondere aufgrund der Hilfe von Paul Schiff, der 1856 Siegmund Warburgs Schwester Rosa geheiratet hatte. Sara Warburg setzte ihren Sohn Siegmund aufgrund der erfolgreichen Geschäftsführung am 1. Januar 1859 als Teilhaber des Bankier- und Wechselgeschäfts ein. 
1862 heiratete Siegmund Warburg Theophilie Rosenberg (1840–1905), deren Vater als vermögender und angesehener Kaufmann in der südrussischen Zuckerindustrie arbeitete und über weitreichende Kontakte verfügte, die der Bank nützlich waren und die Geschäfte signifikant förderten. Zum 1. Januar 1863 trat der jüngere Bruder Moritz M. als weiterer Teilhaber in das Unternehmen ein, über dessen Gattin Charlotte Oppenheim (1805–1884) wichtige Geschäftsbeziehungen zu bedeutenden Banken in Frankfurt am Main entstanden.
Siegmund Warburg, der seit Februar 1862 Hamburger Großbürger war, spielte bis Ende Juli 1868 als Musiker im Bürgermilitär. Die Hamburger Handelskammer berief ihn ab 1869 mehrfach in das Syndikat für den Effektenhandel. Ab 1870 saß er auf Geheiß des Hamburger Senats wiederholt in der Deputation für indirekte Steuern und Abgaben. Ab 1867 gehörte Warburg dem Repräsentantenkollegium der Deutsch-Israelitischen Gemeinde in Hamburg an. In dieser Position gestaltete er insbesondere die Steuerpflicht, die Hamburger Juden zu leisten hatten, neu.
Siegmund Warburg leitete die Geschäfte der Bank mehr als 30 Jahre. Die Brüder beschränkten sich nicht mehr nur auf reine Kommissionsgeschäfte, sondern gaben zunehmend auch Wertpapiere heraus. Aufgrund des wirtschaftlichen Aufschwungs zwischen 1865 und 1872 entwickelten sich die Geschäfte der Bank gut. 1870 war er Mitgründer der Commerzbank. Nach dem Börsenkrach von 1873 bis 1876 musste die Bank erhebliche Verluste verzeichnen, die jedoch nicht so stark ausfielen wie die vergleichbarer Institute. Nach überstandener Krise erwarben die Brüder 1881 ein Nachbargrundstück in der Ferdinandstraße 75, wo sie 1913 ein repräsentatives Gebäude errichten ließen.

## Familie
Siegmund und Theophilie Warburg besaßen ein großes Haus am Alsterufer 18. Ihre Nachkommen wurden daher später Alsterufer-Warburgs genannt, die Nachkommen von Moritz M. hießen nach dessen Wohnsitz Mittelweg-Warburgs. Der Sohn Aby S. Warburg (1864–1933) trat nach dem Tod des Vaters als Teilhaber in das Bankhaus M.M. Warburg ein.